# أنتاناس سمتانا
أنتاناس سمتانا (بالليتوانية: Antanas Smetona)‏ (و. 1874 – 1944 م) كان واحدا من أهم الشخصيات السياسية الليتوانية بين الحرب العالمية الأولى والحرب العالمية الثانية. شغل منصب رئيس ليتوانيا الأول من 4 أبريل 1919 إلى 19 يونيو 1920. شغل مرة أخرى منصب رئيس البلاد من 19 ديسمبر 1926 إلى 15 يونيو 1940، قبل احتلالها من قبل الاتحاد السوفيتي. وكان أيضًا أحد أبرز أيديولوجيا القومية في ليتوانيا.

## التعليم
تعلم في جامعة لودفيش ماكسيميليان في ميونخ، وجامعة سانت بطرسبورغ الحكومية.

## روابط خارجية
- أنتاناس سمتانا على موقع الموسوعة البريطانية (الإنجليزية)

| المناصب السياسية | المناصب السياسية                  | المناصب السياسية |
| ---------------- | --------------------------------- | ---------------- |
| سبقه             | رئيس جمهورية ليتوانيا 1919 - 1920 | تبعه             |